# ТЕС Джубайль (SWCC)
26°53′55″ пн. ш. 49°46′21″ сх. д. / 26.89861° пн. ш. 49.77250° сх. д.
ТЕС Джубайль (SWCC) — теплова електростанція на східному узбережжі Саудівської Аравії.
У 1980-му стала до ладу перша черга станції, що мала шість парових турбін потужністю по 60 МВт. Окрім виробництва електроенергії вона здійснювала опріснення води за технологією багатостадійного випаровування (Multi Stage Flash, MSF) та мала продуктивність 138 тис м3 на добу.
В 1983-му ввели в дію другу чергу, яка отримала десять парових турбін потужністю по 122,5 МВт. Вона також опріснювала воду за технологією MSF та мала продуктивність 948 тис м3 на добу.
Як паливо станція використовує природний газ. Можливо відзначити, що повз її майданчик проходить газопровід Утманія – Беррі.